# Masacre de Kédros
La Masacre de Kédros (en griego: Σφαγή του του Κέδρους), también conocida como el «Holocausto de Kédros» o el «Holocausto de Amari», se refiere a una operación ejecutada por las fuerzas alemanas nazis contra los civiles residentes en este lugar del centro de la isla griega de Creta durante su ocupación por el Eje en la Segunda Guerra Mundial. Los crímenes fueron perpetrados por miembros de la Infantería Wehrmacht en las aldeas del valle Amari, junto al monte Kédros, en 1944.
La operación fue llevada a cabo el 22 de agosto de 1944 por la infantería Wehrmacht y continuó los días siguientes con la destrucción de la mayoría de las aldeas del valle, el saqueo del ganado y la destrucción de las cosechas. El número de muertes griegas fue de 164. La operación fue ordenada por el general Friedrich-Wilhelm Müller, comandante de la guarnición de Creta, para intimidar a la población y disuadir a los guerrilleros locales de atacar a las fuerzas de ocupación durante su inminente retirada a La Canea.

## Antecedentes

### Geografía
La cuenca Amari es un valle pintoresco y fértil, que se encuentra entre los quinientos y los seiscientos metros sobre el nivel del mar en la parte sureste de la unidad regional de Rethymno. Emplazado entre el monte Ida (Psiloritis) en el este y el monte Kedros en el oeste. En contraste con los picos montañosos áridos que lo dominan, el valle tiene mucha agua y vegetación y ha sido habitado desde la Era Minoica.
La mayoría de los pueblos están reunidos alrededor de las colinas. El valle se ha utilizado durante mucho tiempo para la agricultura y allí se cultivan numerosos olivos y árboles frutales. Para promover la educación agrícola, se fundó en 1927, en los edificios de un antiguo monasterio, la llamada Scholi Asomaton (en griego: Γεωργική Σχολή Ασωμάτων).

### Durante la II Guerra Mundial
Al estra ubicado el valle lejos de los principales centros urbanos, vio poca presencia de las fuerzas alemanas durante la ocupación y proporcionó refugio a varios militares de la Commonwealth que se escondían en la isla. Entre los que se refugiaron se encontraban Tom Dunbabin, Xan Fielding y Patrick Leigh Fermor, quienes usaron varios escondites en las laderas cercanas. Además, los secuestradores del general Kreipe se quedaron en un aprisco en Amari durante un par de noches durante su marcha hacia el sur. También los habitantes del valle pudieron ayudar a transportar suministros y equipos para los guerrilleros que se oponían a la ocupación alemana, así como a ofrecerles comida, con lo que Amari se convirtió en un importante centro de la resistencia cretense.
En el momento de la operación Kedros, estaba claro que Alemania estaba perdiendo la guerra. A fines del verano de 1944, las fuerzas de ocupación habían comenzado a planificar su retirada a La Canea, donde permanecieron hasta su capitulación el 9 de mayo de 1945.

## La masacre
Al amanecer del 22 de agosto, varios batallones de infantería alemana (supuestamente pertenecientes al 16º regimiento de la 22. División de infantería de Luftlande) llegaron al valle de Amari. Lograron rodear las aldeas que bordean el lado occidental del valle sin ser descubiertos por sus habitantes. Estas aldeas, que colectivamente se conocen como los pueblos de Kedros, eran: Gerakari, Gourgouthi, Kardaki, Vryses, Smiles, Drygies, Ano Meros y Chordaki (en griego: Γερακάρι, Γουργούθου, Καρδάκι, Βρύσες, Χαμόγελα, Δρυγίτες, Άνω Μερός και Χορδάκι). También fue rodeado el pueblo cercano de Krya Vrysi (en griego: Κρύα Βρύση).
En todas estas aldeas, las tropas alemanas siguieron aproximadamente el mismo patrón. Reunieron a los lugareños, verificaron la identidad de los varones y separaron a los seleccionados para ser ejecutados. Ordenaron a las mujeres que regresaran a sus hogares y recogieran sus objetos de valor, pues tendrían que hacer un largo viaje. Esa fue la excusa para facilitar el saqueo de dichos objetos de valor. Luego se llevaron a mujeres, niños y ancianos, por una parte, y a los hombres no seleccionados para ser ejecutados, que se vieron obligados a marchar hacia Rethymno donde permanecieron recluidos en Fortezza durante unas semanas. Tras la marcha de todos los anteriores, los pelotones de fusilamiento iniciaron las ejecuciones en grupos. Cuando terminaron, los cadáveres se rociaron con gasolina y se prendieron fuego. En algunos casos, las ejecuciones se llevaron a cabo en una casa de la aldea que luego fue dinamitada, como en Gerakari, Vryses y Ano Meros.
En los días posteriores a los fusilamientos, las casas de las aldeas fueron saqueadas y luego quemadas o dinamitadas, como en Kandanos tres años antes. Los bienes saqueados se almacenaron en Scholi Asomaton y luego se transportaron por camiones a Rethymno. Las cosechas y el ganado fueron confiscados para uso de las tropas alemanas. Los grupos de resistencia locales no podían hacer nada más que mirar, siendo ampliamente superados en número. George Psychoundakis menciona en su libro que, desde su escondite en Ida, pudo ver cómo salía humo de las aldeas durante más de una semana.

## Motivaciones
Muchos relatos de la destrucción de las aldeas de Kedros adoptan el punto de vista oficial alemán y tratan de justificarla por la presencia de los residentes que brindaron refugio a los secuestradores de Kreipe. Esto es discutido por algunos historiadores, ya que el secuestro se había producido casi cuatro meses antes, el 26 de abril de 1944, y la práctica habitual en Alemania era la ejecución de represalias inmediatas. Otra posible explicación es que los alemanes destruyeran Kedros para aterrorizar a la población local y reducir el riesgo de ser atacados durante su inminente retirada, que finalmente comenzó a principios de octubre. En palabras de Beevor, "la operación Amari fue esencialmente una campaña de terror preventivo justo antes de que las fuerzas alemanas se retiraran hacia el oeste de Heraklion con su flanco expuesto a este centro de resistencia cretense".

## Secuelas
Al amanecer del 11 de septiembre de 1944, un destacamento local de ELAS rodeó a Scholi Asomaton y capturó a la guarnición del puesto de avanzada alemán establecido allí. Más tarde, esa misma mañana, cerca de la aldea de Ag. Apostoloi fueron atacados dos camiones con tropas alemanas enviadas desde Rethymno al valle. La batalla que siguió fue conocida como la Batalla de Potamoi (en griego: Η μάχη των Ποταμών) y continuó durante todo el día siguiente, cuando llegaron refuerzos alemanes. La "Batalla de Potamoi" terminó con la victoria de ELAS. Entre 20 y 30 alemanes murieron y el resto fue capturado.
El general Friedrich-Wilhelm Müller fue capturado por el Ejército Rojo en Prusia Oriental y luego extraditado a Grecia. Fue juzgado en Atenas, junto con Bruno Bräuer comandante de las fuerzas de Creta entre 1942–44, por las atrocidades cometidas en la isla. Ambos fueron condenados a muerte el 9 de diciembre de 1946 y ejecutados por un pelotón de fusilamiento el 20 de mayo de 1947.
Nadie más fue llevado ante la justicia y nunca se pagaron reparaciones a los supervivientes ni a las familias de las víctimas. El aniversario de la destrucción de las aldeas de Kedros se conmemora con eventos que se celebran por turnos en una aldea diferente cada año.